# Petrophora impuncta
Petrophora impuncta là một loài bướm đêm trong họ Geometridae.